# Ailsa Craig

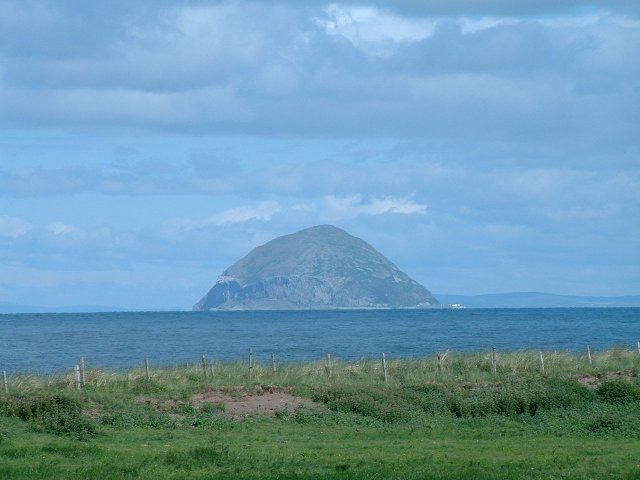
Ailsa Craig

Ailsa Craig (irlandês: Creag Ealasaid que significa "rocha de Elisabeth") é uma ilha da Escócia situada no Fiorde de Clyde. De forma oval, mede, aproximadamente, 3,2 km de circunferência e alcança uma altura de 338 m (The Cairn). A ilha encontra-se desabitada.

## Geografia
Ailsa Craig encontra-se a 16 km ao oeste de Girvan, no distrito de South Ayrshire. A ilha é um antigo vulcão extinto.
Um farol encontra-se à costa leste, em frente à ilha da Grã Bretanha, no cabo de Foreland Point. O farol funciona de maneira automatizada desde 1970.